# Gertrude B. Elion
Gertrude Belle Elion (23. siječnja, 1918. – 21. veljače, 1999.) bila je američka biokemičarka,  farmakolog i dobitnica Nobelove nagrade za fiziologiju ili medicinu 1988. Nobelovu nagradu za medicinu 1988. dobila je zajedno sa Sir James W. Blackom i George H. Hitchingsom.
Nakon što je diplomirala na sveučilištu New York 1941. i radila kao školska učiteljica, postala je asistentica George H. Hitchingsa u farmaceutskoj tvrtki Burroughs-Wellcome (danas GlaxoSmithKline).
Radeći s Hitchingsom, Elion je zaslužna za otkriće niza lijekova, od kojih su najpoznatiji: 6-merkaptopurin, azatioprin, alopurinol, pirimetamin, trimetoprim i aciklovir.

## Vanjske poveznice
- Nobelova nagrada - životopis  Arhivirana inačica izvorne stranice od 24. srpnja 2008. (Wayback Machine) (engl.)